# Harmadik típusú emberrablások
A Harmadik típusú emberrablások (eredeti cím: Taken másik címén: Steven Spielberg Presents Taken) 2002-es amerikai televíziós sorozat. A műsor alkotója és forgatókönyvírója Leslie Bohem volt, a széria fő producere Steven Spielberg volt gyártócégén, a DreamWorks Televisionön keresztül. A történet három család történetét követi nyomon, a sztorit annak egyik szereplője, Dakota Fanning narrálja.
A sorozatot az Amerikai Egyesült Államokban a Sci Fi Channel adta 2002. december 2. és 2002. december 13. között. Magyarországon a TV2 mutatta be 2004. október 6-án.

## Cselekmény
A sorozat története öt évtizedet ölel fel, a főszereplői pedig három család: a Keys, a Crawford és a Clarke. Russel Keys II. világháborús pilóta, akinek csapatát elrabolták a földönkívüliek, akik német orvosoknak álcázták magukat. Owen Crawford az amerikai légierő kapitánya, aki a roswelli incidens után összeesküvéselmélet-hívővé válik. Sally Clarke pedig egy magányos nő, akit egy embernek álcázott földönkívüli termékenyít meg, később pedig megszületik fia, Jacob, egy űrlény-ember hibrid.

## Szereplők
| Szereplő                | Színész             | Magyar hang |
| ----------------------- | ------------------- | ----------- |
| Allie Keys              | Dakota Fanning      |             |
| Jacob Clarke (fiatal)   | Anton Yelchin       |             |
| Dr. Chet Wakeman        | Matt Frewer         |             |
| Lisa Clarke (felnőtt)   | Emily Bergl         |             |
| Mary Crawford (felnőtt) | Heather Donahue     |             |
| Owen Crawford           | Joel Gretsch        |             |
| Charlie Keys (felnőtt)  | Adam Kaufman        |             |
| Marty Erickson          | John Hawkes         |             |
| Tom Clarke (felnőtt)    | Ryan Hurst          |             |
| Nina Toth (felnőtt)     | Camille Sullivan    |             |
| Eric Crawford (felnőtt) | Andy Powers         |             |
| Becky Clarke (felnőtt)  | Chad Morgan         |             |
| Russell Keys            | Steve Burton        |             |
| Sally Clarke            | Catherine Dent      |             |
| Amelia Keys             | Julie Ann Emery     |             |
| Howard Bowen            | Jason Gray-Stanford |             |
| Jesse Keys (felnőtt)    | Desmond Harrington  |             |
| Julie Crawford          | Emily Holmes        |             |

## Epizódok
| Sor. | Év. | Cím                                 | Rendező               | Író          | Premier                               |
| ---- | --- | ----------------------------------- | --------------------- | ------------ | ------------------------------------- |
| 1.   | 1.  | Túl az égen (Beyond the Sky)        | Tobe Hooper           | Leslie Bohem | 2002. december 2. 2004. október 6.    |
| 2.   | 2.  | Jacob és Jesse (Jacob and Jesse)    | Breck Eisner          | Leslie Bohem | 2002. december 3. 2004. október 13.   |
| 3.   | 3.  | Nagy remények (High Hopes)          | Sergio Mimica-Gezzan  | Leslie Bohem | 2002. december 4. 2004. október 20.   |
| 4.   | 4.  | Nehéz döntések (Acid Tests)         | Bryan Spicer          | Leslie Bohem | 2002. december 5. 2004. október 27.   |
| 5.   | 5.  | Örökség (Maintenance)               | Félix Enríquez Alcalá | Leslie Bohem | 2002. december 6. 2004. november 3.   |
| 6.   | 6.  | Charlie és Lisa (Charlie and Lisa)  | Thomas J. Wright      | Leslie Bohem | 2002. december 9. 2004. november 10.  |
| 7.   | 7.  | Isteni egyenlet (God's Equation)    | Jeremy Kagan          | Leslie Bohem | 2002. december 10. 2004. november 19. |
| 8.   | 8.  | Zuhanó tányér (Dropping the Dishes) | Jeff Woolnough        | Leslie Bohem | 2002. december 11. 2004. november 26. |
| 9.   | 9.  | John (John)                         | John Fawcett          | Leslie Bohem | 2002. december 12. 2004. december 3.  |
| 10.  | 10. | Úton (Taken)                        | Michael Katleman      | Leslie Bohem | 2002. december 13. 2004. december 10. |